# Perfect World Shanghai Major 2024
O Perfect World Shanghai Major 2024, também conhecido como Perfect World Major 2024 ou Xangai 2024, foi o segundo Major de Counter-Strike 2. Realizado em Xangai, China, de 1 a 15 de dezembro de 2024, o evento marcou a primeira vez que a empresa Perfect World, sediada na China, organizou um Major. Além disso, foi o primeiro campeonato desde o IEM Rio Major 2022 a contar com público desde as fases iniciais. O torneio contou com uma premiação de US$1.250.000, o quarto Major consecutivo com essa premiação.
Este Major não contou com as qualificatórias abertas ao público em algumas regiões, pois a Valve havia anunciado várias mudanças para o torneio, incluindo o preenchimento de todas as vagas da qualificatória fechada por meio de convites, baseados no ranking regional da desenvolvedora. Xangai 2024 também foi o último Major a utilizar os RMRs como forma de classificação.
A Team Spirit se consagrou campeã do Major ao vencer a FaZe Clan por 2 a 1 na grande final. O rifler de 17 anos da Spirit, Danil "donk" Kryshkovets, se tornou o jogador mais jovem da história a ser eleito MVP de um Major, além de alcançar o maior rating de todos os MVPs da história, quebrando também o recorde de mais aces em um único Major.

## Formato
O ciclo do Major começou com três RMRs, ou eliminatórias regionais: Américas, Ásia e Europa. O número de vagas para o Major variou em cada região. Além disso, o Ranking Regional da Valve (VRS) foi importante para definir os seeds das equipes que classificaram para o Major.
O Major contou com vinte e quatro equipes. As oito melhores equipe europeias do Ranking Regional da Valve que haviam classificado para o Major iniciaram na Fase das Eliminação, de acordo com o número de equipes de cada região que avançaram para os playoffs de Copenhague 2024. As dezesseis equipes restantes iniciaram na Fase de Abertura.
O Major foi dividido em três etapas. A primeira fase foi a Fase de Abertura, com todos as dezesseis equipes restantes em um torneio de sistema suíço: as oito melhores equipes avançaram para a próxima fase e as oito últimas equipes foram eliminadas. Os confrontos da primeira rodada da Fase de Abertura foram definidos pelas posições de cada equipe nos Ranking Regionais da Valve. Os confrontos das rodadas de 2 a 5 foram definidas pelo sistema Buccholz, um sistema que analisava a dificuldade dos jogos de cada equipe com base no desempenho de seus oponentes ao longo do torneio. As partidas iniciais foram feitas em MD1, enquanto as partidas de eliminação e progressão foram feitas em MD3.
A segunda etapa foi a Fase de Eliminação, uma segunda fase de grupos do sistema suíço definida da mesma forma que a fase anterior. Essa etapa contou com as oito melhores equipes do ranking regional europeu e as oito equipes que avançaram da Fase de Abertura. Assim como na Fase de Abertura, a Fase de Eliminação também classificou as oito melhores equipes e eliminou as oito últimas.
A fase final foi a Fase dos Playoffs, essa etapa contou com uma chave de eliminação única de oito equipes, melhor de três.

### Mapas
A rotação de mapas permaneceu o mesmo do Major anterior. 
| - Ancient - Anubis - Dust II - Inferno - Mirage - Nuke - Vertigo |

## Transmissão
Em 1º de novembro de 2024, a PGL anunciou a escalação completa para a transmissão em inglês do Major.
Apresentadores
- James Banks
- Sam "Tech Girl" Wright

- Richard Lewis

Analistas
- Janko "YNk" Paunović
- Sudhen "Bleh" Wahengbam
- Alex "Mauisnake" Ellenberg
- Dustin "dusT" Mouret

Comentaristas
- Chad "SPUNJ" Burchill
- Alex "Machine" Richardson
- Jason "moses" O'Toole
- Adam "Dinko" Hawthorne
- Hugo Byron
- Harry "JustHarry" Russell
- Conner "scrawny" Girvan
- Mohan "launders" Govindasamy

## Qualificação
O processo de qualificação para o Major ocorreu por meio de três eventos regionais (RMRs), com base nas regiões geográficas das equipes; os eventos foram realizados entre equipes da Europa, Américas e Ásia. 
Oito equipes que classificaram através do RMR da Europa ganharão vagas diretas para a Fase de Eliminação, de acordo com o número de equipes de cada região que avançaram para os Playoffs de Copenhague 2024. Assim como no Major anterior, essas vagas serão distribuídas de acordo com as equipes mais bem classificadas no Ranking Regional da Valve.
Os torneios RMR de todas as regiões foram realizados em Xangai, nas seguintes datas:
- Ásia-Pacífico: 11 a 13 de novembro
- Américas: 12 a 15 de novembro
- Europa: 17 a 24 de novembro

### Equipes qualificadas
| Região                                | Equipe                                | Método de Qualificação                | Status                                |
| Qualificado para a Fase de Eliminação | Qualificado para a Fase de Eliminação | Qualificado para a Fase de Eliminação | Qualificado para a Fase de Eliminação |
| ------------------------------------- | ------------------------------------- | ------------------------------------- | ------------------------------------- |
| Europa                                | G2 Esports                            | RMR Europa                            | Lendas                                |
| Europa                                | Natus Vincere                         | RMR Europa                            | Lendas                                |
| Europa                                | Team Vitality                         | RMR Europa                            | Lendas                                |
| Europa                                | Team Spirit                           | RMR Europa                            | Lendas                                |
| Europa                                | MOUZ                                  | RMR Europa                            | Lendas                                |
| Europa                                | FaZe Clan                             | RMR Europa                            | Lendas                                |
| Europa                                | HEROIC                                | RMR Europa                            | Lendas                                |
| Europa                                | 3DMAX                                 | RMR Europa                            | Lendas                                |
| Qualificado para a Fase de Abertura   |                                       |                                       |                                       |
| Europa                                | Virtus.pro                            | RMR Europa                            | Desafiantes                           |
| Europa                                | BIG                                   | RMR Europa                            | Desafiantes                           |
| Europa                                | Fnatic                                | RMR Europa                            | Desafiantes                           |
| Europa                                | GamerLegion                           | RMR Europa                            | Contendores                           |
| Europa                                | Cloud9                                | RMR Europa                            | Contendores                           |
| Europa                                | Passion UA                            | RMR Europa                            | Contendores                           |
| Américas                              | FURIA Esports                         | RMR Américas                          | Desafiantes                           |
| Américas                              | Team Liquid                           | RMR Américas                          | Desafiantes                           |
| Américas                              | Complexity Gaming                     | RMR Américas                          | Desafiantes                           |
| Américas                              | PaiN Gaming                           | RMR Américas                          | Desafiantes                           |
| Américas                              | MIBR                                  | RMR Américas                          | Contendores                           |
| Américas                              | Wildcard                              | RMR Américas                          | Contendores                           |
| Américas                              | Imperial Esports                      | RMR Américas                          | Contendores                           |
| Ásia-Pacífico                         | The MongolZ                           | RMR Ásia-Pacífico                     | Desafiantes                           |
| Ásia-Pacífico                         | FlyQuest                              | RMR Ásia-Pacífico                     | Contendores                           |
| Ásia-Pacífico                         | Rare Atom                             | RMR Ásia-Pacífico                     | Contendores                           |

### Polêmica da DRILLAS
Em 12 de agosto, o streamer Mark "ohnePixel" Zimmermann anunciou que havia formado uma equipe para disputar uma vaga no Major de Xangai. Inicialmente, de acordo com o regulamento do Major, a equipe tinha direito de competir no RMR Ásia-Pacífico, pois contava com dois jogadores israelenses e um francês que também possuía cidadania marroquina. No entanto, pouco mais de um mês antes do RMR, o israelense Meytar "AMSALEM" Amsalem deixou a equipe em um acordo mútuo. Posteriormente, ele afirmou em suas redes sociais que não se sentia confortável jogando com o grupo. O jogador kosovar Sener "SENER1" Mahmuti foi escalado como substituto e inscrito como reserva.
A decisão de ohnePixel gerou críticas significativas na comunidade de CS2, já que sua equipe, agora composta majoritariamente por jogadores europeus, disputaria o RMR Asiático contra times de uma região considerada menos competitiva. Muitos fãs acusaram Mark e sua equipe de "abusar das regras", permitindo que um time europeu tentasse se classificar para o Major por meio das eliminatórias asiáticas. Em defesa da DRILLAS, o comentarista Konstantin "Leniniw" Sivko citou como exemplo a Wildcard, uma organização americana que se classificou para o Major competindo no RMR das Américas com dois suecos e um sul-africano em sua line-up.
No entanto, no RMR Asiático, a DRILLAS não conseguiu garantir sua vaga para o Major, sendo derrotada pela australiana FlyQuest. No mesmo dia, após o término do RMR, a equipe de ohnePixel anunciou que não jogaria mais junta após o torneio.

### Incerteza sobre o regulamento
No regulamento inicial do Major, os quatro melhores times de cada grupo do RMR europeu avançariam diretamente para a Fase de Eliminação. Porém, em 22 de novembro, após as classificações de BIG e 3DMAX, a Valve anunciou uma mudança nas regras em pleno andamento do RMR europeu. A partir de então, as oito melhores equipes europeias do ranking regional passariam diretamente para a Fase de Eliminação.
A alteração repentina gerou controvérsia, especialmente para a equipe alemã BIG, que havia garantido a primeira colocação do Grupo B no RMR europeu. O capitão Johannes "tabseN" Wodarz classificou a mudança como "uma loucura". Mais tarde, a Valve explicou à HLTV.org que a alteração ocorreu devido a uma "infeliz falta de comunicação" com a organizadora do evento, a Perfect World.

## Elencos
Em outubro, a Perfect World revelou o elenco das equipes que jogariam os RMRs. Jogadores inscritos como reservas não tiveram seus adesivos presentes nas cápsulas de adesivos comercializadas durante o torneio no Counter-Strike 2.

#### Elencos da Fase de Eliminação
| G2 Esports | Natus Vincere | Team Vitality | Team Spirit |
| ---------- | ------------- | ------------- | ----------- |
| huNter-    | b1t           | apEx          | magixx      |
| NiKo       | Aleksib       | ZywOo         | chopper     |
| m0NESY     | jL            | Spinx         | zont1x      |
| malbsMd    | iM            | flameZ        | sh1ro       |
| Snax       | w0nderful     | mezii         | donk        |
| MOUZ       | FaZe Clan     | HEROIC        | 3DMAX       |
| torzsi     | rain          | TeSeS         | Lucky       |
| xertioN    | brooky        | sjuush        | Djoko       |
| siuhy      | karrigan      | Nertz         | Ex3rcice    |
| Jimpphat   | ropz          | kyxsan        | Maka        |
| Brollan    | frozen        | degster       | Graviti     |

#### Elencos da Fase de Abertura
| FURIA Esports | Virtus.pro | Team Liquid | Complexity Gaming |
| ------------- | ---------- | ----------- | ----------------- |
| yuurih        | Jame       | NAF         | JT                |
| KSCERATO      | FL1T       | YEKINDAR    | floppy            |
| FalleN        | fame       | Twistzz     | Grim              |
| chelo         | n0rb3r7    | ultimate    | hallzerk          |
| skullz        | electroNic | jks         | EliGE             |
| BIG           | Fnatic     | The MongolZ | paiN Gaming       |
| tabseN        | KRIMZ      | bLitz       | biguzera          |
| Krimbo        | bodyy      | Techno4K    | lux               |
| syrsoN        | matys      | 910         | kauez             |
| JDC           | blameF     | mzinho      | nqz               |
| rigoN         | nawwk      | Senzu       | snow              |
| GamerLegion   | MIBR       | Cloud9      | FlyQuest          |
| volt          | exit       | Ax1Le       | INS               |
| sl3nd         | Lucaozy    | Boombl4     | aliStair          |
| FL4MUS        | insani     | interz      | Liazz             |
| ztr           | drop       | HeavyGod    | Vexite            |
| Tausson       | saffee     | ICY         | dexter            |
| Passion UA    | Wildcard   | Rare Atom   | Imperial Esports  |
| jambo         | stanislaw  | somebody    | VINI              |
| jackasmo      | JBa        | Summer      | felps             |
| zeRRoFIX      | Sonic      | L1haNg      | noway             |
| s-chilla      | susp       | ChildKing   | decenty           |
| fear          | phzy       | kaze        | try               |

1. ↑  nawwk foi inscrito como reserva no lugar de afro
2. ↑  Lucaozy foi inscrito como reserva no lugar de brnz4n
3. ↑  interz foi inscrito como reserva no lugar de Perfecto
4. ↑  Tausson foi inscrito como reserva no lugar de aNdu

## Fase de Abertura
A Fase de Abertura ocorreu no Shanghai World Expo Exhibition & Convention Center. A Fase de Abertura,  conhecida anteriormente como Fase dos Desafiadores, é um torneio de sistema suíço de dezesseis equipes. A classificação inicial foi determinada usando o Ranking Regional da Valve. Apenas partidas de progressão e eliminação são feitas em MD3 (Melhor de Três). 
Essa etapa foi realizada de 30 de Novembro a 3 de Dezembro de 2024, no Shanghai World Expo Exhibition & Convention Center.
| Pos. | Equipe            | V | D | RV  | RD  | DR  | BH | Qualificação                            |
| ---- | ----------------- | - | - | --- | --- | --- | -- | --------------------------------------- |
| 1    | The MongolZ       | 3 | 0 | 52  | 15  | +37 | 1  | Equipes promovidas a Fase de Eliminação |
| 2    | Team Liquid       | 3 | 0 | 57  | 43  | +14 | -2 | Equipes promovidas a Fase de Eliminação |
| 3    | GamerLegion       | 3 | 1 | 64  | 72  | -8  | 6  | Equipes promovidas a Fase de Eliminação |
| 4    | FURIA Esports     | 3 | 1 | 68  | 65  | +3  | 1  | Equipes promovidas a Fase de Eliminação |
| 5    | paiN Gaming       | 3 | 1 | 65  | 49  | +16 | -4 | Equipes promovidas a Fase de Eliminação |
| 6    | Wildcard          | 3 | 2 | 108 | 100 | +8  | -1 | Equipes promovidas a Fase de Eliminação |
| 7    | BIG               | 3 | 2 | 89  | 95  | -6  | -3 | Equipes promovidas a Fase de Eliminação |
| 8    | MIBR              | 3 | 2 | 87  | 68  | +19 | -3 | Equipes promovidas a Fase de Eliminação |
| 9    | FlyQuest          | 2 | 3 | 78  | 97  | -19 | 6  | Equipes Eliminadas                      |
| 10   | Passion UA        | 2 | 3 | 95  | 93  | +2  | 4  | Equipes Eliminadas                      |
| 11   | Complexity Gaming | 2 | 3 | 101 | 87  | +14 | -6 | Equipes Eliminadas                      |
| 13   | Virtus.pro        | 1 | 3 | 59  | 66  | -7  | 1  | Equipes Eliminadas                      |
| 12   | Cloud9            | 1 | 3 | 55  | 60  | -5  | 1  | Equipes Eliminadas                      |
| 14   | Rare Atom         | 1 | 3 | 68  | 90  | -22 | -1 | Equipes Eliminadas                      |
| 15   | Imperial Esports  | 0 | 3 | 25  | 52  | -27 | 3  | Equipes Eliminadas                      |
| 16   | Fnatic            | 0 | 3 | 43  | 62  | -19 | -3 | Equipes Eliminadas                      |

Fonte: HLTV.org
| Partidas da Rodada 1 | Partidas da Rodada 1 | Partidas da Rodada 1 | Partidas da Rodada 1 | Partidas da Rodada 1 |
| Equipe               | Pontuação            | Mapa                 | Pontuação            | Equipe               |
| -------------------- | -------------------- | -------------------- | -------------------- | -------------------- |
| FURIA Esports        | 8                    | Vertigo              | 13                   | GamerLegion          |
| Virtus.pro           | 7                    | Ancient              | 13                   | MIBR                 |
| Team Liquid          | 13                   | Ancient              | 10                   | Cloud9               |
| Complexity Gaming    | 6                    | Anubis               | 13                   | FlyQuest             |
| BIG Clan             | 13                   | Mirage               | 9                    | Passion UA           |
| fnatic               | 11                   | Mirage               | 13                   | Wildcard             |
| The MongolZ          | 13                   | Anubis               | 2                    | Rare Atom            |
| paiN Gaming          | 13                   | Dust II              | 5                    | Imperial Esports     |

| Partidas da Rodada 2 | Partidas da Rodada 2 | Partidas da Rodada 2 | Partidas da Rodada 2 | Partidas da Rodada 2 |
| Equipe               | Pontuação            | Mapa                 | Pontuação            | Equipe               |
| 1–0                  | 1–0                  | 1–0                  | 1–0                  | 1–0                  |
| -------------------- | -------------------- | -------------------- | -------------------- | -------------------- |
| BIG Clan             | 5                    | Nuke                 | 13                   | FlyQuest             |
| The MongolZ          | 13                   | Ancient              | 6                    | MIBR                 |
| Team Liquid          | 13                   | Inferno              | 10                   | Wildcard             |
| paiN Gaming          | 10                   | Nuke                 | 13                   | GamerLegion          |
| 0–1                  |                      |                      |                      |                      |
| fnatic               | 5                    | Ancient              | 13                   | Cloud9               |
| Complexity Gaming    | 9                    | Anubis               | 13                   | Passion UA           |
| Virtus.pro           | 13                   | Anubis               | 4                    | Rare Atom            |
| FURIA Esports        | 13                   | Anubis               | 11                   | Imperial Esports     |

| Partidas da Rodada 3 | Partidas da Rodada 3 | Partidas da Rodada 3 | Partidas da Rodada 3 | Partidas da Rodada 3 |
| Equipe               | Pontuação            | Mapa                 | Pontuação            | Equipe               |
| 2–0                  | 2–0                  | 2–0                  | 2–0                  | 2–0                  |
| -------------------- | -------------------- | -------------------- | -------------------- | -------------------- |
| Team Liquid          | 2                    | Série                | 1                    | FlyQuest             |
| GamerLegion          | 0                    | Série                | 2                    | The MongolZ          |
| 1–1                  |                      |                      |                      |                      |
| BIG Clan             | 13                   | Vertigo              | 11                   | Virtus.pro           |
| MIBR                 | 5                    | Mirage               | 13                   | Passion UA           |
| FURIA Esports        | 16                   | Vertigo              | 14                   | Wildcard             |
| paiN Gaming          | 13                   | Anubis               | 11                   | Cloud9               |
| 0–2                  |                      |                      |                      |                      |
| Rare Atom            | 2                    | Série                | 1                    | fnatic               |
| Complexity Gaming    | 2                    | Série                | 0                    | Imperial Esports     |

| Partidas da Rodada 4 | Partidas da Rodada 4 | Partidas da Rodada 4 | Partidas da Rodada 4 | Partidas da Rodada 4 |
| Equipe               | Pontuação            | Mapa                 | Pontuação            | Equipe               |
| 2–1                  | 2–1                  | 2–1                  | 2–1                  | 2–1                  |
| -------------------- | -------------------- | -------------------- | -------------------- | -------------------- |
| BIG Clan             | 1                    | Série                | 2                    | FURIA Esports        |
| FlyQuest             | 0                    | Série                | 2                    | paiN Gaming          |
| GamerLegion          | 2                    | Série                | 1                    | Passion UA           |
| 1–2                  |                      |                      |                      |                      |
| MIBR                 | 2                    | Série                | 1                    | Rare Atom            |
| Cloud9               | 0                    | Série                | 2                    | Complexity Gaming    |
| Wildcard             | 2                    | Série                | 1                    | Virtus.pro           |

| Partidas da Rodada 5 | Partidas da Rodada 5 | Partidas da Rodada 5 | Partidas da Rodada 5 | Partidas da Rodada 5 |
| Equipe               | Pontuação            | Mapa                 | Pontuação            | Equipe               |
| -------------------- | -------------------- | -------------------- | -------------------- | -------------------- |
| BIG Clan             | 2                    | Série                | 1                    | Complexity Gaming    |
| FlyQuest             | 0                    | Série                | 2                    | MIBR                 |
| Passion UA           | 1                    | Série                | 2                    | Wildcard             |

## Fase de Eliminação
A Fase de Eliminação, anteriormente conhecida como Fase das Lendas, usou o mesmo formato da Fase de Abertura. 
Essa etapa foi realizada de 5 a 8 de Dezembro de 2024, no Shanghai World Expo Exhibition & Convention Center.
| Pos. | Equipe        | V | D | RV  | RD  | DR  | BH | Qualificação                  |
| ---- | ------------- | - | - | --- | --- | --- | -- | ----------------------------- |
| 1    | The MongolZ   | 3 | 0 | 69  | 59  | +10 | 4  | Equipes promovidas ao Playoff |
| 2    | Team Vitality | 3 | 0 | 55  | 28  | +27 | -4 | Equipes promovidas ao Playoff |
| 3    | G2 Esports    | 3 | 1 | 62  | 33  | +29 | -1 | Equipes promovidas ao Playoff |
| 4    | Team Liquid   | 3 | 1 | 72  | 52  | +20 | -4 | Equipes promovidas ao Playoff |
| 5    | Team Spirit   | 3 | 1 | 71  | 55  | +16 | -5 | Equipes promovidas ao Playoff |
| 6    | HEROIC        | 3 | 2 | 127 | 119 | +8  | 2  | Equipes promovidas ao Playoff |
| 7    | FaZe Clan     | 3 | 2 | 73  | 91  | -18 | 0  | Equipes promovidas ao Playoff |
| 8    | MOUZ          | 3 | 2 | 88  | 68  | +20 | -1 | Equipes promovidas ao Playoff |
| 9    | FURIA Esports | 2 | 3 | 104 | 100 | +4  | 6  | Equipes Eliminadas            |
| 10   | Natus Vincere | 2 | 3 | 77  | 82  | -5  | 3  | Equipes Eliminadas            |
| 11   | MIBR          | 2 | 3 | 65  | 110 | -45 | 2  | Equipes Eliminadas            |
| 12   | GamerLegion   | 1 | 3 | 68  | 80  | -12 | 1  | Equipes Eliminadas            |
| 13   | 3DMAX         | 1 | 3 | 54  | 63  | -9  | 0  | Equipes Eliminadas            |
| 14   | paiN Gaming   | 1 | 3 | 87  | 92  | -5  | -5 | Equipes Eliminadas            |
| 15   | BIG           | 0 | 3 | 44  | 62  | -18 | 1  | Equipes Eliminadas            |
| 16   | Wildcard      | 0 | 3 | 41  | 63  | -22 | 1  | Equipes Eliminadas            |

Fonte: HLTV.org 
| Partidas da Rodada 1 | Partidas da Rodada 1 | Partidas da Rodada 1 | Partidas da Rodada 1 | Partidas da Rodada 1 |
| Equipe               | Pontuação            | Mapa                 | Pontuação            | Equipe               |
| -------------------- | -------------------- | -------------------- | -------------------- | -------------------- |
| G2 Esports           | 10                   | Inferno              | 13                   | The MongolZ          |
| Natus Vincere        | 13                   | Nuke                 | 10                   | Team Liquid          |
| Team Vitality        | 13                   | Mirage               | 7                    | GamerLegion          |
| Team Spirit          | 6                    | Dust II              | 13                   | FURIA Esports        |
| MOUZ                 | 13                   | Nuke                 | 6                    | paiN Gaming          |
| FaZe Clan            | 13                   | Ancient              | 10                   | Wildcard             |
| HEROIC               | 13                   | Mirage               | 7                    | BIG Clan             |
| 3DMAX                | 11                   | Vertigo              | 13                   | MIBR                 |

| Partidas da Rodada 2 | Partidas da Rodada 2 | Partidas da Rodada 2 | Partidas da Rodada 2 | Partidas da Rodada 2 |
| Equipe               | Pontuação            | Mapa                 | Pontuação            | Equipe               |
| 1–0                  | 1–0                  | 1–0                  | 1–0                  | 1–0                  |
| -------------------- | -------------------- | -------------------- | -------------------- | -------------------- |
| Team Vitality        | 16                   | Mirage               | 13                   | FURIA Esports        |
| MOUZ                 | 13                   | Mirage               | 16                   | The MongolZ          |
| Natus Vincere        | 11                   | Inferno              | 13                   | MIBR                 |
| FaZe Clan            | 8                    | Ancient              | 13                   | HEROIC               |
| 0–1                  |                      |                      |                      |                      |
| Team Liquid          | 13                   | Inferno              | 10                   | GamerLegion          |
| Team Spirit          | 13                   | Ancient              | 6                    | Wildcard             |
| G2 Esports           | 13                   | Mirage               | 5                    | BIG Clan             |
| 3DMAX                | 13                   | Dust II              | 11                   | paiN Gaming          |

| Partidas da Rodada 3 | Partidas da Rodada 3 | Partidas da Rodada 3 | Partidas da Rodada 3 | Partidas da Rodada 3 |
| Equipe               | Pontuação            | Mapa                 | Pontuação            | Equipe               |
| 2–0                  | 2–0                  | 2–0                  | 2–0                  | 2–0                  |
| -------------------- | -------------------- | -------------------- | -------------------- | -------------------- |
| MIBR                 | 0                    | Série                | 2                    | Team Vitality        |
| The MongolZ          | 2                    | Série                | 1                    | HEROIC               |
| 1–1                  |                      |                      |                      |                      |
| Natus Vincere        | 2                    | Mirage               | 13                   | Team Spirit          |
| FURIA Esports        | 9                    | Inferno              | 13                   | Team Liquid          |
| G2 Esports           | 13                   | Ancient              | 8                    | 3DMAX                |
| MOUZ                 | 10                   | Inferno              | 13                   | FaZe Clan            |
| 0–2                  |                      |                      |                      |                      |
| GamerLegion          | 2                    | Série                | 1                    | Wildcard             |
| BIG Clan             | 1                    | Série                | 2                    | paiN Gaming          |

| Partidas da Rodada 4 | Partidas da Rodada 4 | Partidas da Rodada 4 | Partidas da Rodada 4 | Partidas da Rodada 4 |
| Equipe               | Pontuação            | Mapa                 | Pontuação            | Equipe               |
| 2–1                  | 2–1                  | 2–1                  | 2–1                  | 2–1                  |
| -------------------- | -------------------- | -------------------- | -------------------- | -------------------- |
| G2 Esports           | 2                    | Série                | 0                    | FaZe Clan            |
| MIBR                 | 1                    | Série                | 2                    | Team Liquid          |
| HEROIC               | 1                    | Série                | 2                    | Team Spirit          |
| 1–2                  |                      |                      |                      |                      |
| MOUZ                 | 2                    | Série                | 0                    | 3DMAX                |
| Natus Vincere        | 2                    | Série                | 0                    | GamerLegion          |
| FURIA Esports        | 2                    | Série                | 1                    | paiN Gaming          |

| Partidas da Rodada 5 | Partidas da Rodada 5 | Partidas da Rodada 5 | Partidas da Rodada 5 | Partidas da Rodada 5 |
| Equipe               | Pontuação            | Mapa                 | Pontuação            | Equipe               |
| -------------------- | -------------------- | -------------------- | -------------------- | -------------------- |
| MIBR                 | 0                    | Série                | 2                    | MOUZ                 |
| Natus Vincere        | 1                    | Série                | 2                    | HEROIC               |
| FURIA Esports        | 1                    | Série                | 2                    | FaZe Clan            |

## Fase de Playoff
As oito melhores equipes da Fase de Eliminação avançarão para uma chave de eliminação simples. Todas as partidas da Fase de Playoff é disputada em MD3 (Melhor de três).
A Fase de Playoff foi disputada entre 12 e 15 de dezembro de 2024. 

### Esquema
|  | Quartas de final | Quartas de final | Quartas de final | Quartas de final | Quartas de final | Quartas de final |    |             | Semifinais | Semifinais | Semifinais | Semifinais | Semifinais | Semifinais |  |  | Final       | Final       | Final | Final | Final | Final |
|  |                  |                  |                  |                  |                  |                  |    |             |            |            |            |            |            |            |  |  |             |             |       |       |       |       |
|  | 1                | The MongolZ      | 14               | 9                | –                | 0                |    |             |            |            |            |            |            |            |  |  |             |             |       |       |       |       |
|  | 8                | MOUZ             | 16               | 13               | –                | 2                |    |             |            |            |            |            |            |            |  |  |             |             |       |       |       |       |
|  | 8                | MOUZ             | 16               | 13               | –                | 2                |    | MOUZ        | MOUZ       | 13         | 4          | 7          | 1          |            |  |  |             |             |       |       |       |       |
|  |                  |                  |                  |                  |                  |                  |    | MOUZ        | MOUZ       | 13         | 4          | 7          | 1          |            |  |  |             |             |       |       |       |       |
|  |                  | Team Spirit      | Team Spirit      | 7                | 13               | 13               | 2  |             |            |            |            |            |            |            |  |  |             |             |       |       |       |       |
|  | 5                | Team Spirit      | Team Spirit      | 7                | 13               | 13               | 2  | Team Spirit | 13         | 13         | –          | 2          |            |            |  |  |             |             |       |       |       |       |
|  | 5                |                  |                  |                  |                  |                  |    | Team Spirit | 13         | 13         | –          | 2          |            |            |  |  |             |             |       |       |       |       |
|  | 4                | Team Liquid      | 9                | 11               | –                | 0                |    |             |            |            |            |            |            |            |  |  |             |             |       |       |       |       |
|  |                  |                  |                  |                  |                  |                  |    |             |            |            |            |            |            |            |  |  | Team Spirit | Team Spirit | 13    | 6     | 13    | 2     |
|  |                  |                  | FaZe Clan        | FaZe Clan        | 8                | 13               | 11 | 1           |            |            |            |            |            |            |  |  |             |             |       |       |       |       |
|  | 3                | G2 Esports       | 6                | 13               | 16               | 2                |    |             |            |            |            |            |            |            |  |  |             |             |       |       |       |       |
|  | 6                | HEROIC           | 13               | 9                | 13               | 1                |    |             |            |            |            |            |            |            |  |  |             |             |       |       |       |       |
|  | 6                | HEROIC           | 13               | 9                | 13               | 1                |    | G2 Esports  | G2 Esports | 6          | 14         | –          | 0          |            |  |  |             |             |       |       |       |       |
|  |                  |                  |                  |                  |                  |                  |    | G2 Esports  | G2 Esports | 6          | 14         | –          | 0          |            |  |  |             |             |       |       |       |       |
|  |                  | FaZe Clan        | FaZe Clan        | 13               | 16               | –                | 2  |             |            |            |            |            |            |            |  |  |             |             |       |       |       |       |
|  | 7                | FaZe Clan        | FaZe Clan        | 13               | 16               | –                | 2  | FaZe Clan   | 6          | 13         | 13         | 2          |            |            |  |  |             |             |       |       |       |       |
|  | 7                |                  |                  |                  |                  |                  |    | FaZe Clan   | 6          | 13         | 13         | 2          |            |            |  |  |             |             |       |       |       |       |
|  | 2                | Team Vitality    | 13               | 8                | 7                | 1                |    |             |            |            |            |            |            |            |  |  |             |             |       |       |       |       |

## Estatísticas

### Melhores ratings
O rating é a estatística mais importante do Counter-Strike, pois, traduz, de forma precisa, a performance individual dos jogadores em um determinado período. O cálculo leva em conta algumas variáveis como taxa de eliminações, impacto e dano.
| Pos. | Jogador | Equipe        | Rating 2.1 | Mapas |
| ---- | ------- | ------------- | ---------- | ----- |
| 1    | donk    | Team Spirit   | 1.49       | 14    |
| 2    | ZywOo   | Team Vitality | 1.37       | 7     |
| 3    | NiKo    | G2 Esports    | 1.26       | 10    |
| 4    | ropz    | FaZe Clan     | 1.21       | 16    |
| 5    | m0NESY  | G2 Esports    | 1.19       | 10    |
| 6    | Spinx   | Team Vitality | 1.18       | 7     |
| 7    | flameZ  | Team Vitality | 1.16       | 7     |
| 8    | magixx  | Team Spirit   | 1.15       | 14    |
| 9    | NertZ   | HEROIC        | 1.15       | 14    |
| 10   | sh1ro   | Team Spirit   | 1.14       | 14    |

### Equipe do torneio
Após o Major, a HLTV divulgou o best five do torneio.
| Jogador  | Equipe        | Função  | Rating 2.1 |
| -------- | ------------- | ------- | ---------- |
| karrigan | FaZe Clan     | IGL     | 0.79       |
| ropz     | FaZe Clan     | Lurker  | 1.21       |
| ZywOo    | Team Vitality | AWPer   | 1.37       |
| donk     | Team Spirit   | Entry   | 1.49       |
| magixx   | Team Spirit   | Suporte | 1.15       |

### Maiores audiências
O torneio teve um pico de 1.3 milhões de espectadores simultâneos, atingido na final entre FaZe e Spirit. A média de espectadores durante a competição permaneceu por volta de 316 mil.
| N.º | Audiência | Equipe     | Placar | Equipe        | Fase             | Data           |
| --- | --------- | ---------- | ------ | ------------- | ---------------- | -------------- |
| 1   | 1 330 040 | FaZe Clan  | 1–2    | Team Spirit   | Final            | 15 de dezembro |
| 2   | 951 409   | G2 Esports | 0–2    | FaZe Clan     | Semifinal        | 14 de dezembro |
| 3   | 650 375   | MOUZ       | 1–2    | Team Spirit   | Semifinal        | 14 de dezembro |
| 4   | 642 423   | G2 Esports | 2–1    | HEROIC        | Quartas de Final | 13 de dezembro |
| 5   | 641 879   | FaZe Clan  | 2–1    | Team Vitality | Quartas de Final | 13 de dezembro |